# Ostichthys kaianus
Az Ostichthys kaianus a sugarasúszójú halak (Actinopterygii) osztályának nyálkásfejűhal-alakúak (Beryciformes) rendjébe, ezen belül a mókushalfélék (Holocentridae) családjába tartozó faj.

## Előfordulása
Az Ostichthys kaianus elterjedési területe az Indiai-óceánban, Réuniontól Északnyugat-Ausztráliáig tart, míg a Csendes-óceánban, a Japán Rjúkjú-szigetek déli része és Észak-Ausztrália között terül el. Indonézia és Pápua Új-Guinea vizeiben is megtalálható.

## Megjelenése
Általában 25 centiméter hosszú, de akár 36 centiméteresre is megnőhet. Vörös testén, ezüstös-fehér vonalak futnak a pikkelysorok mentén. Úszói vöröses-fehérek.

## Életmódja
Mélytengeri halfaj, amely leginkább 310-640 méteres mélységekben tartózkodik. Észrevették azokban a barlangokban is, amelyekben a bojtosúszós maradványhalak szoktak tartózkodni, 182-192 méter mélyben.

## Felhasználása
Az Ostichthys kaianust ipari mértékben halásszák.